# Campeonato Africano de Futebol Sub-23
O Campeonato Africano de Futebol Sub-23 é a principal competição organizada pela CAF para jogadores com idade até 23 anos. É prevista para ser realizada a cada quatro anos, sempre no ano que antecede os Jogos Olímpicos de Verão. Servirá como torneio qualificatório para o futebol nos Jogos Olímpicos. A primeira edição foi realizada no Marrocos, entre 26 de novembro e 10 de dezembro de 2011.

## Edições
| 2011 Detalhes | Marrocos | Gabão    | 2-1       | Marrocos        | Egito         | 2-0         | Senegal |
| 2015 Detalhes | Senegal  | Nigéria  | 2-1       | Argélia         | África do Sul | 0 (3)-(1) 0 | Senegal |
| 2019 Detalhes | Egito    | Egito    | 2-1 (Pro) | Costa do Marfim | África do Sul | 2 (6)-(5) 2 | Gana    |
| 2023 Detalhes | Marrocos | Marrocos | 2-1 (Pro) | Egito           | Mali          | 0 (4)-(3) 0 | Guiné   |

## Títulos por país
| Time            | Campeão  | Vice Campeão | Terceiro lugar | Quarto lugar   |
| --------------- | -------- | ------------ | -------------- | -------------- |
| Egito           | 1 (2019) | 1 (2023)     | 1 (2011)       | –              |
| Gabão           | 1 (2011) | –            | –              | –              |
| Nigéria         | 1 (2015) | –            | –              | –              |
| Marrocos        | 1 (2023) | 1 (2011)     | –              | –              |
| Argélia         | –        | 1 (2015)     | –              | –              |
| Costa do Marfim | –        | 1 (2019)     | –              | –              |
| África do Sul   | –        | –            | 2 (2015, 2019) | –              |
| Senegal         | –        | –            | –              | 2 (2011, 2015) |
| Gana            | –        | –            | –              | 1 (2019)       |
| Guiné           | –        | –            | –              | 1 (2023)       |

## Nações participantes
| Nação           | 2011 (8) | 2015 (8) | 2019 (8) | 2023 (8) | Anos |
| --------------- | -------- | -------- | -------- | -------- | ---- |
| Argélia         | FG       | 2º       | •        | •        | 2    |
| Camarões        | •        | •        | FG       | •        | 1    |
| Congo           | •        | •        | •        | FG       | 1    |
| Egito           | 3º       | FG       | 1º       | 2º       | 4    |
| Gabão           | 1º       | •        | •        | FG       | 2    |
| Gana            | •        | •        | 4°       | FG       | 2    |
| Guiné           | •        | •        | •        | 4º       | 1    |
| Costa do Marfim | FG       | •        | 2º       | •        | 2    |
| Mali            | •        | FG       | FG       | 3º       | 3    |
| Marrocos        | 2º       | •        | •        | 1º       | 2    |
| Níger           | •        | •        | •        | FG       | 1    |
| Nigéria         | FG       | 1º       | FG       | •        | 3    |
| Senegal         | 4º       | 4º       | •        | •        | 2    |
| África do Sul   | FG       | 3º       | 3º       | •        | 3    |
| Tunísia         | •        | FG       | •        | •        | 1    |
| Zâmbia          | •        | FG       | FG       | •        | 2    |

Legenda
- FG – Fase de grupos
- q – Qualificado
- — Sede
- •  – Não qualificado
- ×  – Desistiu antes da classificação